# Теорема Дирихле о диофантовых приближениях
Теорема Дирихле о диофантовых приближениях гласит, что
| Для любого вещественного числа {\displaystyle \alpha } и натурального Q существуют целые p и q, {\displaystyle 1\leqslant q\leqslant Q}, удовлетворяющие условию {\displaystyle \|\alpha q-p\|<{\frac {1}{Q}}} |

Она является следствием принципа Дирихле. Теорема была доказана Дирихле в 1842 году.

## Некоторые следствия
Пусть {\displaystyle \alpha } — иррациональное число. Тогда существует бесконечное множество несократимых дробей {\displaystyle {\frac {p}{q}},} неограниченно близких к {\displaystyle \alpha } в следующем смысле:
{\displaystyle \left|\alpha -{\frac {p}{q}}\right|<{\frac {1}{q^{2}}}}
Практическое построение таких приближений несложно выполнить с помощью цепных дробей.

## Вариации и обобщения
Принцип Дирихле позволяет доказать и более общую теорему:
| для любых вещественных чисел {\displaystyle \alpha _{1},...,\alpha _{n}} и натурального {\displaystyle Q>1} существуют такие целые {\displaystyle 0<q<Q,a_{1},...,a_{n}}, что {\displaystyle \|\alpha _{i}q-a_{i}\|<{\frac {1}{\sqrt[{n}]{Q}}}} |